# Polytheclus
Polytheclus là một chi bướm ngày thuộc họ Lycaenidae.